# Aurelio Luini
Aurelio Luini (Milán, 1530-1593) fue un pintor y dibujante italiano, cuarto y último hijo de Bernardino Luini. Representante del manierismo tardío, fue amigo de Giovanni Paolo Lomazzo.

## Biografía
Junto con su hermano Giovan Pietro, también pintor, trabajó al fresco en la capilla de la Resurrección o Bergamini, en la iglesia de San Maurizio al Monastero Maggiore en Milán (1555).
En 1560 realizó un fresco en el monasterio benedictino de Santa María en Cairate. También pintó entre otras, una Piedad en la iglesia de San Bernabé de Milán, los frescos de Santa Maria di Campagna en Pallanza, cerca de Verbania (en colaboración con Carlo Urbino), y los de San Vincenzo alle Monache (ahora en la Pinacoteca de Brera), una Santa Tecla para la Catedral de Milán y una Virgen con el Niño entre san Roque y san Sebastián para la catedral de Tortona.
Fue amigo de Giovanni Paolo Lomazzo y formó parte de su heterodoxa Accademia dei Facchini della Val di Blenio con el nombre de compà Lovìgn. También tuvo problemas con la censura eclesiástica, como lo demuestra una misteriosa ordenanza del obispo Carlos Borromeo que en 1581 le prohibió pintar durante un breve periodo.

## Obras
Existen tres obras de Aurelio Luini con el nombre de La Piedad:
1. una pintura en la Iglesia de San Bernabé, en Milán;[2][3]
2. un dibujo a tiza negra sobre papel coloreado, atribuido a Luini;[4][5] y
3. un dibujo a tinta y aguada sobre papel.[6]

## Galería

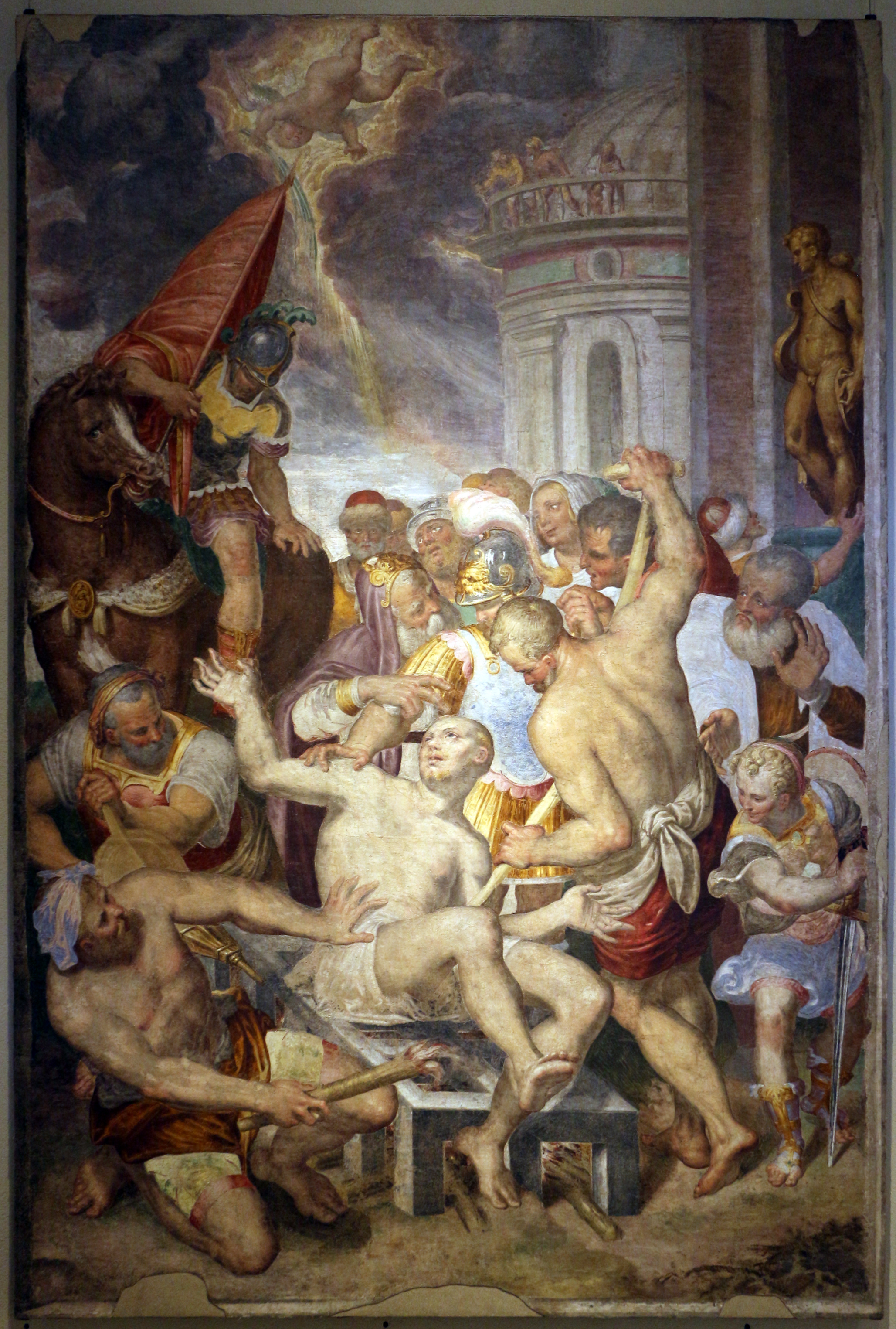
Martirio de san Lorenzo, Milán, pinacoteca del Castello Sforzesco
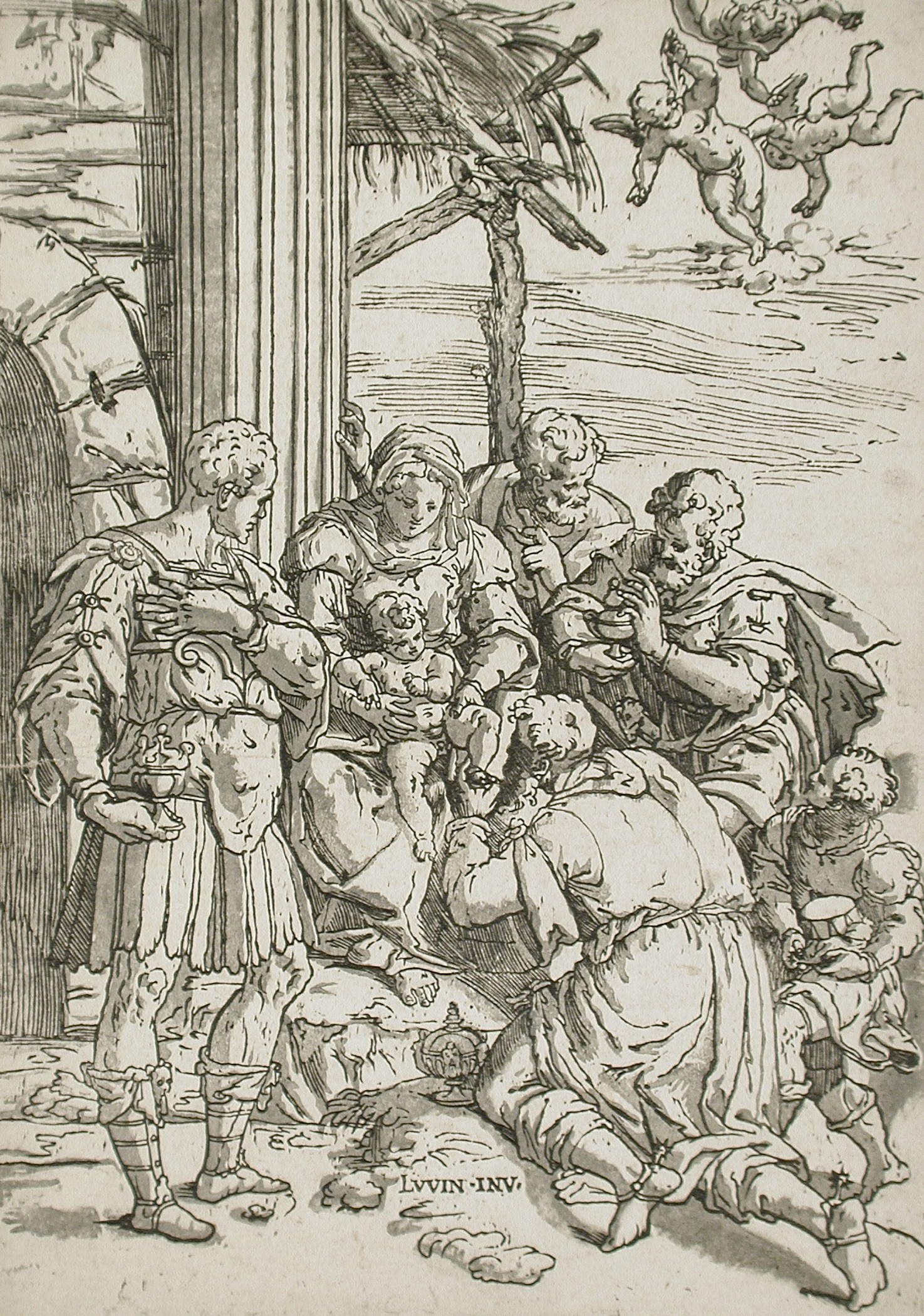
Adoración de los Magos, xilografía de Andrea Andreani por dibujo de Aurelio Luini.
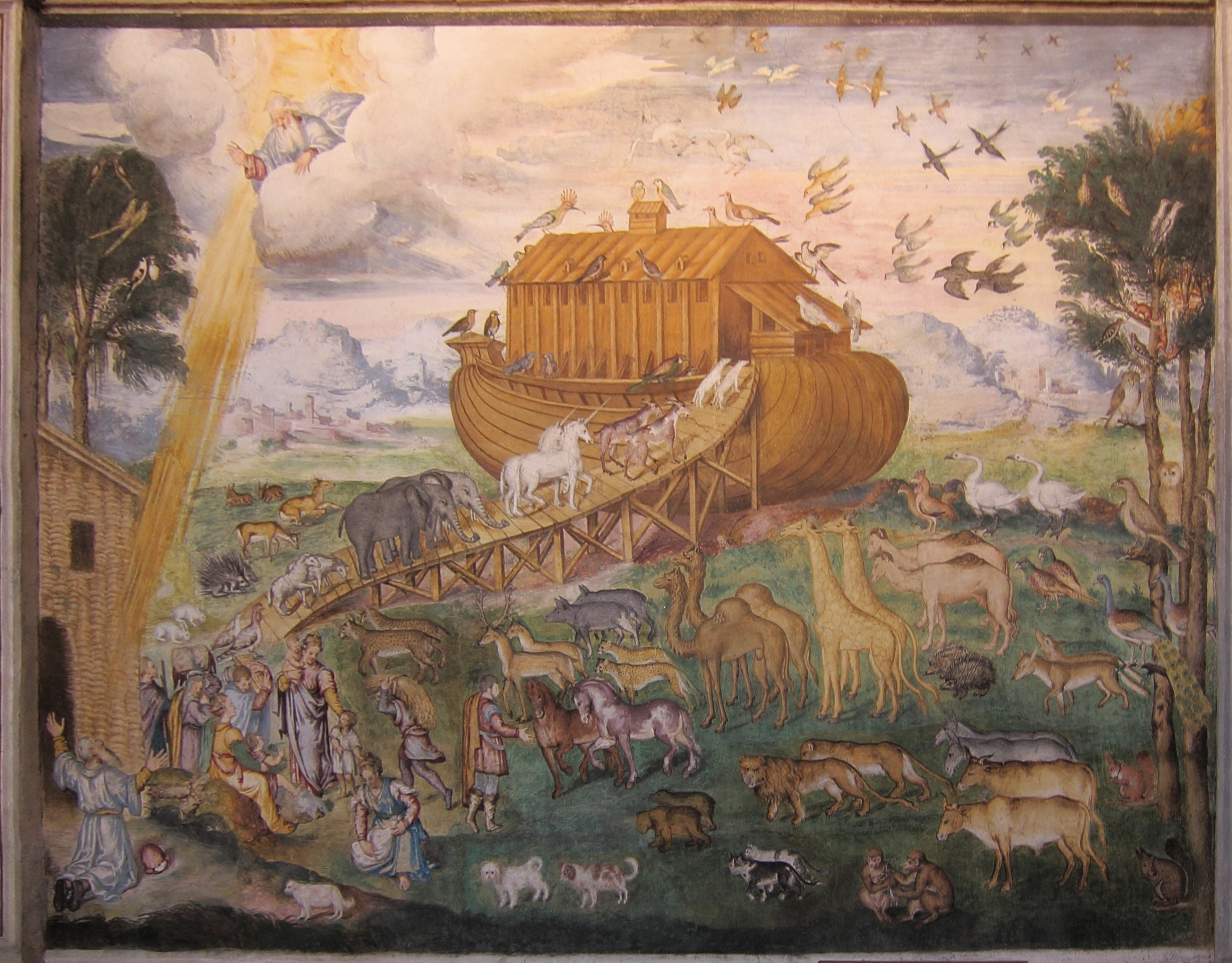
La entrada de los animales en el arca de Noé, ca. 1556. Milán, iglesia de San Maurizio al Monastero Maggiore.